# NGC 1694
NGC 1694 é uma galáxia espiral (Sc) localizada na direcção da constelação de Eridanus. Possui uma declinação de -04° 39' 08" e uma ascensão recta de 4 horas, 55 minutos e 16,8 segundos.
A galáxia NGC 1694 foi descoberta em 9 de Janeiro de 1880 por Édouard Jean-Marie Stephan.